# Frondipora masatierrensis
Frondipora masatierrensis is een mosdiertjessoort uit de familie van de Frondiporidae. De wetenschappelijke naam van de soort is voor het eerst geldig gepubliceerd in 1983 door Moyano.